# Dominique Damiani
Dominique Damiani (nascida em 12 de julho de 1953) é uma ex-ciclista francesa que representou França nos Jogos Olímpicos de Verão de 1984 em Los Angeles, onde terminou em décimo quarto lugar na prova de estrada feminina.